# Вердело
Вердѐло (на италиански: Verdello; на ломбардски: Erdèl, Ердел) е градче и община в Северна Италия, провинция Бергамо, регион Ломбардия. Разположено е на 173 m надморска височина. Населението на общината е 8066 души (към 2018 г.).